# Синдром хиперактивног детета
Синдром хиперактивног детета је развојни поремећај код деце који се манифестује у немогућности одржавања пажње, контроле импулса и регулације понашања сходно ситуацији. Поједини стручњаци често повезују постојање овог синдрома у детињству са асоцијалним понашањем у одраслом узрасту, посебно када синдром није адекватно третиран.